# Xyrichtys bimaculatus
Xyrichtys bimaculatus är en fiskart som beskrevs av Eduard Rüppell 1829. Xyrichtys bimaculatus ingår i släktet Xyrichtys och familjen läppfiskar. IUCN kategoriserar arten globalt som livskraftig. Inga underarter finns listade i Catalogue of Life.